# 3678 Монгманвай
3678 Монгманвай (3678 Mongmanwai) — астероїд головного поясу, відкритий 20 січня 1966 року.
Тіссеранів параметр щодо Юпітера — 3,399.